# Macrocoma vanharteni
Macrocoma vanharteni é uma espécie de escaravelho de folha dos Emirados Árabes Unidos, descrito por Igor Lopatin [ru] em 2008.